# Clowes–Campusano LQG
El Clowes–Campusano LQG (CCLQG; també anomenat LQG 3 (Large Quasar Group) i U1.28) és un gran cúmul de quàsars, format per 34 quàsars i mesura aproximadament 2 bilions d'anys llum. És un de les superestructures conegudes més grans en l'univers observable. És localitza prop del més gran Huge-LQG. Va ser descobert pels astrònoms Roger Clowes i Luís Campusano l'any 1991.

## Característiques
Situat a una distància de 9.500 milions d'anys llum de distància, el CCLQG és un desacoblament còsmic de 34 quàsars individuals (nuclis galàctics actius altament lluminosos alimentats per forats negres supermassius) que abasten una regió aproximadament de 2.000 milions d'anys llum i aproximadament mil milions d'anys llum d'amplada, convertint-lo en una de les estructures còsmiques més grans i exòtiques conegudes a l'univers observable. Va ser anomenat U1.28 a causa del seu desplaçament mitjà cap al vermell d'1,28 i s'hi troba a la constel·lació del Lleó. També va ser notable perquè s'hi troba a l'eclíptica, la línia per on sembla que viatja el Sol durant tot l'any. S'hi trobava a 1,8 mil milions d'anys llum de l'Huge LQG, un grup de 73 quàsars descoberts el 2012.
La seva proximitat a l'Huge-LQG ha atret l'atenció dels científics. En primer lloc, perquè es trobava molt a prop del Huge-LQG, la regió on s'hi troben els dos LQG són diferents, o "plens", en comparació amb altres regions de l'univers amb la mateixa mida i redshift. En segon lloc, a causa de les seves ubicacions properes, s'ha suggerit que les dues estructures són realment una sola estructura en si mateixa i només connectades per filaments intergalàctics ocults; tanmateix, no s'ha trobat cap evidència d'aquest tipus.